# مستر میکسیزپیتلیک
مستر میکسیزپیتلیک (به انگلیسی: Mister Mxyzptlk) یک شخصیت خیالی در کتاب‌های کامیک آمریکایی منتشر شده توسط دی‌سی کامیکس است که به صورت دوره‌ای نقش ابرشرور یا یک ضدقهرمان را ایفا می‌کند. این شخصیت توسط نویسنده جری سیگل و طراح آیرا یاربرا خلق شده است که برای اولین بار در شمارهٔ ۳۰ مجموعه کمیک‌های سوپرمن (سپتامبر ۱۹۴۴) حضور پیدا کرد.
مستر میکسیزپیتلیک یک ایمپ فضای پنج‌بعدی با قدرت انجام تقریباً هر کاری است که به ذهنش می‌رسد. او معمولاً به عنوان فردی حیله‌گر، در معنای اسطوره‌شناسی کلاسیک و فولکلور تصویر می‌شود که از اذیت کردن و عذاب دادن شخصیت ابرقهرمان سوپرمن لذت می‌برد.

## تکامل شخصیت
میکسیزپیتلیک برای اولین بار به شکل مردی قد کوتاه و کچل، در کت و شلواری به رنگ بنفش، پاپیونی سبز و کلاه دربی بنفش به تصویر کشیده شد. قدرت میکسیزپیتلیک برگرفته از فناوری فوق پیشرفته فضای پنج‌بعدی است، به اندازه‌ای پیشرفته که کارهای او در عمل به شکل سحر و جادو به نظر می‌رسند. در زمینهٔ قدرت حتی سوپرمن نیز حریف او نمی‌شد و این مسئله برایش بسیار آزار دهنده بود، به طوری که برای شکست دادن و تبعید او به جهان مختص خودش، باید میکسیزپیتلیک را فریب می‌داد تا نام خود را به صورت وارونه «kel-tip-zix-um» تکرار کند. او عاشق دست انداختن مرد فولادی بود و حتی برای رسیدن به هدف خود با لکس لوتر وارد معامله شد.
در کمیک‌های عصر نقره در اواسط دههٔ ۱۹۵۰، ظاهر این شخصیت دستخوش تغییر گردید و جامهٔ او نارنجی رنگ و دارای موهای سفیدی شد. در شمارهٔ ۲۰۸ مجموعه اکشن کمیک‌های سال ۱۹۵۵، در طریقه املای نام این شخصیت نیز تغییراتی اعمال شد و «Mxyztplk» به «Mxyzptlk» تغییر یافت. در کمیک‌های عصر نقره سوپرمن به این مسئله که چرا قدرت‌های او تا این حد سوپرمن را تحت تأثیر قرار می‌دهند اشاره شده است و دلیل آن آسیب‌پذیری سوپرمن در برابر سحر و جادو بیان شده‌است.